# Patrick Mary O'Donnell
Patrick Mary O'Donnell (Fethard, 2 febbraio 1897 – Brisbane, 2 novembre 1980) è stato un arcivescovo cattolico e missionario irlandese naturalizzato australiano.

## Biografia
Patrick Mary O'Donnell nacque il 2 febbraio 1897 a Fethard, sedicesimo e ultimo figlio di Thomas, commerciante di tendaggi e tessuti, e di Johanna Sheehan.
Studiò prima a Fethard presso i Fratelli di San Patrizio poi al Mungret College a Limerick gestito dai gesuiti. Successivamente entrò al All Hallows College a Dublino e completò gli studi a Roma presso il Pontificio Collegio Urbano.
Fu ordinato presbitero nella basilica di San Giovanni il 15 aprile 1922, sabato santo, dal cardinale Basilio Pompilj per la diocesi di Sale.
Dopo l'ordinazione sacerdotale tornò per qualche mese in Irlanda, prima di partire per l'Australia nel settembre di quell'anno.
Giunto a destinazione, fu curato della cattedrale di Santa Maria fino al 1927 e poi amministratore fino al 1937, poi fu parroco prima a Leongatha fino al 1946 e poi a Warragul fino al 1949. Mosso da un forte spirito pastorale, fu sempre vicino ai più bisognosi, mostrando anche una particolare affinità con la comunità di immigrati italiani. Divenne Vicario generale nel 1941 e nel 1944 fu nominato Prelato d'onore di Sua Santità.
Nel 1947 accompagnò l'arcivescovo e futuro cardinale Giovanni Panico, allora delegato apostolico in Australia, in viaggio per l'Europa e nell'occasione incontrò il nunzio apostolico in Francia Angelo Roncalli, futuro papa Giovanni XXIII.
Il 9 dicembre 1948 papa Pio XII lo nominò Arcivescovo coadiutore di Brisbane, assegnandogli la sede titolare arcivescovile di Pelusio. Ricevette l'ordinazione episcopale il 17 marzo 1949, nella cattedrale di Santa Maria a Sale, per imposizione delle mani del cardinale Norman Gilroy. 
Fu padre conciliare durante il Concilio Vaticano II, partecipando a tutte le quattro sessioni. In merito alle decisioni del Concilio, pur accettando le riforme proposte, ebbe sempre un approccio moderato ai cambiamenti, definendosi egli stesso un “conservatore illuminato”.
Fu una presenza molto discreta durante gli anni in cui prestò servizio come coadiutore, sempre rispettoso del suo superiore nonostante le opinioni spesso totalmente opposte.
Durante tale periodo si dedicò in modo particolare alla cura pastorale degli immigrati in Australia.
Sedici anni dopo, succedette al governo dell'arcidiocesi il 10 aprile 1965, giorno della morte del suo predecessore.
Scrupoloso e preciso, mosso da un grande spirito di carità e devozione, negli anni riorganizzò l'arcidiocesi, gestendo i cambiamenti liturgici e pastorali proposti dal Concilio con rigore, ma sempre nel solco della trazione della Chiesa. Fu un pastore zelante, dotato di un'ottima padronanza della dottrina cristiana e del diritto canonico.
Resse l'arcidiocesi per 8 anni, ritirandosi per raggiunti limiti d'età il 5 marzo 1973.
Morì a Brisbane il 2 novembre 1980 all'età di 83 anni.

## Genealogia episcopale e successione apostolica
La genealogia episcopale è:
- Cardinale Scipione Rebiba
- Cardinale Giulio Antonio Santori
- Cardinale Girolamo Bernerio, O.P.
- Arcivescovo Galeazzo Sanvitale
- Cardinale Ludovico Ludovisi
- Cardinale Luigi Caetani
- Cardinale Ulderico Carpegna
- Cardinale Paluzzo Paluzzi Altieri degli Albertoni
- Papa Benedetto XIII
- Papa Benedetto XIV
- Papa Clemente XIII
- Cardinale Marcantonio Colonna
- Cardinale Giacinto Sigismondo Gerdil, B.
- Cardinale Giulio Maria della Somaglia
- Cardinale Carlo Odescalchi, S.I.
- Cardinale Costantino Patrizi Naro
- Cardinale Serafino Vannutelli
- Cardinale Domenico Serafini, O.S.B.
- Cardinale Pietro Fumasoni Biondi
- Arcivescovo Filippo Bernardini
- Cardinale Norman Gilroy
- Arcivescovo Patrick Mary O'Donnell

La successione apostolica è:
- Vescovo John Ahern Torpie (1967)